# Конкін Михайло Парфентійович
Михайло Парфентійович Конкін (25 липня 1915, Бердянськ, Таврійська губернія, Російська імперія — 15 травня 1960, Ворошиловград, Українська РСР, СРСР) — український радянський військовик, Герой Радянського Союзу, в роки німецько-радянської війни командир авіаційної ескадрильї 4-го авіаційного полку дальніх розвідників Головного Командування Червоної Армії.

## Біографія
Народився 25 липня 1915 року в місті Бердянську Запорізької області нині України в сім'ї робітника. Українець. Член ВКП(б)/КПРС з 1942 року. Закінчив неповну середню школу, потім школу ФЗУ при Первомайському заводі сільськогосподарських машин в Запорізької області, де згодом працював слюсарем, механіком.
У Червоній Армії з 1935 року.
У 1936 році закінчив Ворошиловградську військову авіаційну школу льотчиків.
Учасник радянсько-фінляндської війни 1939—1940 років. Учасник німецько-радянської війни з червня 1941 року.
До середини липня 1942 року Конкін М. П. зробив 70 успішних бойових вильотів, з них 40 — на розвідку глибокого тилу противника, збив три літаки ворога.
Указом Президії Верховної Ради СРСР від 23 листопада 1942 року за зразкове виконання бойових завдань командування на фронті боротьби з німецько-фашистським загарбниками і проявлені при цьому мужність і героїзму старшому лейтенантові Конкіну Михайлу Парфентійовичу присвоєно звання Героя Радянського Союзу з врученням ордена Леніна і медалі «Золота Зірка» (№ 762).
З 1948 року майор Конкін М. П. — в запасі. Жив і працював у місті Ворошиловграді. Помер 15 травня 1960 року.
Нагороджений двома орденами Леніна, медалями.

## Вшанування пам'яті

Меморіальна дошка в Бердянську

Ім'ям Героя Радянського Союзу М. П. Конкіна названа одна з вулиць у місті Луганську, а у місті Бердянську на будівлі середньої школи № 2 встановлено меморіальну дошку.